# Меджидов, Тамерлан Васифович
Тамерлан Васифович Меджидов (род. 20 декабря 1973) — российский футболист.

## Биография
В сезоне 1993/94 играл за украинский любительский клуб «Лада» Черновцы. В сезоне 2001/02 выступал за азербайджанский клуб «Нефтегаз» Кусары, за который в Высшей лиге провёл 24 матча, в которых пропустил 45 мячей. В 2002 году играл за российский любительский клуб «ВКЗ Избербашский». В сезонах 2003/04 и 2004/05 вновь играл за кусарский клуб, который назывался «Шахдаг-Самур», за который в высшей лиге провёл 45 матчей, пропустив 70 мячей. С 2008 по 2009 год выступал за любительский клуб «Леки» из Магарамкента в ЛФЛ 3-го дивизиона зоны ЮФО-СКФО, также в 2009 году был тренером команды.